# Панов, Виктор Петрович (химик)
Виктор Петрович Панов (24 апреля 1941 — 30 июня 2014) — советский и российский химик, доктор технических наук, профессор, ректор Северо-Западного заочного политехнического института (1984—1989), заслуженный работник высшей школы Российской Федерации (2003).

## Биография
В 1964 г. окончил Ленинградский технологический институт им. Ленсовета по специальности «Технология неорганических веществ». В 1968 г. защитил диссертацию кандидата технических наук.
В 1968—1973 гг. доцент Северо-Западного заочного политехнического института (СЗПИ), преподавал предметы «Аналитическая химия», «Технология связанного азота», «Технология минеральных солей».
С 1973 г. доцент химико-технологического факультета Ленинградского института текстильной и легкой промышленности им. С. М. Кирова (ныне СПГУТД), преподавал общую химическую технологию. В 1981 г. защитил докторскую диссертацию, тема — проблемы применения неводных растворителей при переработке нитрозных газов.
С 1981 по 1983 г. зав. кафедрой охраны труда, окружающей среды и промышленного строительства ЛИТЛП им. С. М. Кирова, декан швейного факультета.
В 1984—1989 ректор СЗПИ. В 1989 г. перешёл в Институт советской торговли (ныне СПбГТЭУ) на должность зав. кафедрой химии. Читал лекции «Физическая и коллоидная химия», «Экология».
С 1993 г. снова работал в Санкт-Петербургском университете технологии и дизайна, профессор кафедры «Инженерная химия и промышленная экология», с 2001 года — зав. кафедрой.
Автор 73 изобретений и более 300 научных работ по проблемам инженерной защиты окружающей среды. Научные направления: извлечение тяжелых металлов из сточных вод и избыточных илов систем биологической очистки, разложение органических загрязнителей при химическом воздействии.
В 2003 г. присвоено звание «Заслуженный работник высшей школы Российской Федерации».